# Lactobacillus fermentum
Lactobacillus fermentum — вид грам-позитивних факультативно анаеробних бактерій родини Lactobacillaceae. Трапляється при бродінні тваринного або рослинного матеріалу. Деякі штами вважаються пробіотиками, один штам застосовується для лікування урогенітальних інфекцій у жінок. Використовується як компонент препаратів для лікування виразкового коліту.